# Dekanat Kraków-Bieńczyce
Dekanat Kraków-Bieńczyce – jeden z 45 dekanatów w rzymskokatolickiej archidiecezji krakowskiej.

## Parafie
W skład dekanatu wchodzi 9 parafii:
- parafia św. Józefa Oblubieńca NMP – Kraków Bieńczyce (os. Kalinowe)
- parafia Matki Bożej Królowej Polski – Kraków Bieńczyce (os. Przy Arce)
- parafia Najświętszego Serca Pana Jezusa – Kraków Nowa Huta (os. Teatralne)
- parafia Matki Bożej Nieustającej Pomocy – Kraków Mistrzejowice (os. Bohaterów Września)
- parafia Matki Bożej Pocieszenia – Kraków Nowa Huta (os. Sportowe)
- parafia Miłosierdzia Bożego – Kraków Wzgórza Krzesławickie (os. Na Wzgórzach)
- parafia św. Stanisława Biskupa i Męczennika – Kraków Wzgórza Krzesławickie (Kantorowice)
- parafia Najświętszego Serca Pana Jezusa – Kraków Wzgórza Krzesławickie (Lubocza)
- parafia Matki Bożej Wspomożenia Wiernych – Prusy

## Sąsiednie dekanaty
- Kraków-Mogiła
- Kraków-Prądnik
- Proszowice (diecezja kielecka)
- Słomniki (diecezja kielecka)